# Trefor Proud
Trefor Proud (* in Bulawayo, Simbabwe) ist ein aus Simbabwe stammender US-amerikanischer Maskenbildner, der bei der Oscarverleihung 2000 den Oscar für das beste Make-up erhielt und damit der erste Simbabwer war, der einen Oscar gewann. Er gewann zwei Mal einen Emmy, für den er zwei weitere Male nominiert war. Darüber hinaus gewann er den Hollywood Makeup Artist and Hair Stylist Guild Award. Er war zudem für den Saturn Award für das beste Make-up sowie für verschiedene andere Filmpreise nominiert.

## Leben
Trefor Proud, der in Simbabwe geboren wurde, wuchs in Südafrika und England auf. Er war zunächst als Maskenbildner an Theatern in Kapstadt tätig. Ende der 1980er Jahre begann er seine Arbeit als Make-up-Artist für Film- und Fernsehproduktionen wie Iranian Nights (1989), James Bond 007 – GoldenEye (1995), In Love and War (1996), Schneewittchen (1997), Bent (1997), Amy Foster – Im Meer der Gefühle (1997), Basils Liebe (1998), Ein Sommernachtstraum (1999) und Star Wars: Episode I – Die dunkle Bedrohung. Bei der Oscarverleihung 2000 erhielt er zusammen mit Christine Blundell den Oscar für das beste Make-up für Topsy-Turvy – Auf den Kopf gestellt (1999) und war damit der erste Simbabwer, der einen Oscar gewann. Zusammen mit Balázs Novák war er bei der Saturn-Award-Verleihung 2004 der Academy of Science Fiction, Fantasy & Horror Films für den Saturn Award für das beste Make-up in Underworld (2003) nominiert. Darüber hinaus waren er und Balázs Novák 2004 bei Phoenix Film Critics Society Awards für den PFCS-Award für die beste Maske in Underworld nominiert.
Bei der Primetime-Emmy-Verleihung 2008 gewann er zusammen mit John R. Bayless, Chris Burgoyne und Matthew W. Mungle erstmals Emmy für das Makeup für eine Serie, eine Miniserie, einen Fernsehfilm oder ein Special (mit Prothesen) in John Adams – Freiheit für Amerika (2008). Zudem war er bei der Primetime-Emmy-Verleihung 2008 mit John R. Bayless auch noch für den Emmy für das Makeup für eine Miniserie oder einen Fernsehfilm (ohne Prothesen) in John Adams – Freiheit für Amerika (2008) nominiert. Bei der Primetime-Emmy-Verleihung 2009 erhielt er einen weiteren Emmy für das Makeup für eine Miniserie oder einen Fernsehfilm (ohne Prothesen) in The Courageous Heart of Irena Sendler (2009), ein Film über die Sozialarbeiterin und Krankenschwester Irena Sendler, die im Zweiten Weltkrieg ab Oktober 1943 im deutsch besetzten Warschau die Kinderabteilung von Żegota leitete, dem Rat für die Unterstützung von Juden, der sich die Aufgabe gesetzt hatte, Juden vor den deutschen Besatzern zu retten.
Er war gemeinsam mit Karri Farris bei der Primetime-Emmy-Verleihung 2014 noch ein weiteres Mal für den Emmy für das Makeup für eine Miniserie oder einen Fernsehfilm (ohne Prothesen) in Bonnie & Clyde (2013) nominiert, eine weitere Verfilmung über das US-amerikanische Verbrecherduo Bonnie und Clyde. Für diesen Film waren er und Karri Harris 2014 auch für den von der Academy of Television Arts and Sciences College Television Awards vergeben Emmy für das Makeup für eine Miniserie oder einen Fernsehfilm (ohne Prothesen) nominiert. Für Bonny & Clyde war er 2014 zudem mit Audrey L. Anzures, Karri Farris und Lee Gren für den von der Online Film & Television Association für den OFTA Film Award für das beste Make-up und Frisuren nominiert.
2019 gewann Proud, der mittlerweile die Staatsbürgerschaft der Vereinigten Staaten besitzt, mit Vicki Syskakis bei den Hollywood Makeup Artist and Hair Stylist Guild Awards den Preis für die beste Maske in einem Fernseh- oder Pilotfilm für Cocaine Godmother (2017). Er hat bislang an über sechzig Produktionen mitgearbeitet.

## Auszeichnungen
Oscar
- 2000: Oscar für das beste Make-up für Topsy-Turvy – Auf den Kopf gestellt

Primetime Emmy
- 2008: Emmy für das Makeup für eine Serie, eine Miniserie, einen Fernsehfilm oder ein Special (mit Prothesen) in John Adams – Freiheit für Amerika
- 2008: Nominierung für den Emmy für das Makeup für eine Miniserie oder einen Fernsehfilm (ohne Prothesen) in John Adams – Freiheit für Amerika
- 2009: Emmy für das Makeup für eine Miniserie oder einen Fernsehfilm (ohne Prothesen) in The Courageous Heart of Irena Sendler
- 2014: Nominierung für den Emmy für das Makeup für eine Miniserie oder einen Fernsehfilm (ohne Prothesen) in Bonnie & Clyde

Saturn Award
- 2004: Nominierung für den Saturn Award für das beste Make-up in Underworld

Academy of Television Arts and Sciences College Television Awards
- 2014: Nominierung für den Emmy für das Makeup für eine Miniserie oder einen Fernsehfilm (ohne Prothesen) in Bonnie & Clyde

Hollywood Makeup Artist and Hair Stylist Guild Awards
- 2019: Make-Up Artists and Hair Stylists Guild Award für die beste Maske in einem Fernseh- oder Pilotfilm für Cocaine Godmother

Online Film & Television Association
- 2014: Nominierung für den OFTA Film Award für das beste Make-up und Frisuren in Bonnie & Clyde

Phoenix Film Critics Society Awards
- 2004: Nominierung für den PFCS-Award für die beste Maske in Underworld

## Filmografie (Auswahl)
- 1999: Cleopatra
- 2000: Gladiator
- 2000: Die goldene Schale
- 2001: The Cat’s Meow
- 2001: Band of Brothers – Wir waren wie Brüder
- 2002: Nicholas Nickleby
- 2003: Johannes XXIII. – Für eine Welt in Frieden
- 2003: Octane – Grausamer Verdacht
- 2003: Das Johannes-Evangelium
- 2003: The Statement
- 2004: Hautnah
- 2005: Kinky Boots – Man(n) trägt Stiefel
- 2005: Dead Fish
- 2006: Klang der Stille
- 2006: Eragon – Das Vermächtnis der Drachenreiter
- 2007: The Company – Im Auftrag der CIA
- 2008: John Adams – Freiheit für Amerika
- 2008: W. – Ein missverstandenes Leben
- 2008: Defiance – Für meine Brüder, die niemals aufgaben
- 2010: A Nightmare on Elm Street
- 2011: The Rite – Das Ritual
- 2009–2011: Navy CIS: L.A. (59 Folgen)
- 2012: Jack Reacher
- 2013: Ender’s Game – Das große Spiel
- 2013: Getting On – Fiese alte Knochen
- 2014: Bosch
- 2014: The Purge: Anarchy
- 2015: Spy – Susan Cooper Undercover
- 2016: Lucifer
- 2016: Mr. Church
- 2017: Bellevue
- 2020: Perry Mason